# Marokkó a 2016. évi nyári olimpiai játékokon
Marokkó a brazíliai Rio de Janeiróban megrendezett 2016. évi nyári olimpiai játékok egyik részt vevő nemzete volt. Az országot az olimpián 13 sportágban 49 sportoló képviselte, akik összesen 1 érmet szereztek.

## Érmesek
| Érem  | Versenyző      | Sportág   | Versenyszám     |
| ----- | -------------- | --------- | --------------- |
| Bronz | Mohammed Rabii | Ökölvívás | Férfi váltósúly |

## Atlétika
Férfi
| Versenyző             | Versenyszám    | Selejtező | Selejtező | Selejtező | Előfutam      | Előfutam      | Előfutam      | Elődöntő | Elődöntő | Elődöntő | Döntő         | Döntő         |
| Versenyző             | Versenyszám    | Idő       | Hely.     | Össz.     | Idő           | Hely.         | Össz.         | Idő      | Hely.    | Össz.    | Idő           | Helyezés      |
| --------------------- | -------------- | --------- | --------- | --------- | ------------- | ------------- | ------------- | -------- | -------- | -------- | ------------- | ------------- |
| Aziz Ouhadi           | 100 m          | kiemelt   | kiemelt   | kiemelt   | 10,34         | 6.            | 45.*          | kiesett  | kiesett  | kiesett  | kiesett       | kiesett       |
| Abdelati El-Guesse    | 800 m          |           |           |           | nem ért célba | nem ért célba | nem ért célba | kiesett  | kiesett  | kiesett  | kiesett       | kiesett       |
| Mostafa Smaili        | 800 m          |           |           |           | 1:49,29       | 2.            | 40.           | 1:45,78  | 5.       | 15.      | kiesett       | kiesett       |
| Fouad El-Kaam         | 1500 m         |           |           |           | 3:39,51       | 6.            | 16.           | 3:40,93  | 9.       | 18.      | kiesett       | kiesett       |
| Abdalaati Iguider     | 1500 m         |           |           |           | 3:38,40       | 3.            | 3.            | 3:40,11  | 6.       | 10.      | 3:50,58       | 5.            |
| Brahim Kaazouzi       | 1500 m         |           |           |           | 3:47,39       | 6.            | 30.           | 3:48,66  | 13.      | 23.      | kiesett       | kiesett       |
| Soufiyan Bouqantar    | 5000 m         |           |           |           | 13:56,55      | 18.           | 36.           |          |          |          | kiesett       | kiesett       |
| Younès Essalhi        | 5000 m         |           |           |           | 13:41,41      | 14.           | 31.           |          |          |          | kiesett       | kiesett       |
| Soufiane El-Bakkali   | 3000 m akadály |           |           |           | 8:25,17       | 2.            | 7.            |          |          |          | 8:14,35       | 4.            |
| Hamid Ezzine          | 3000 m akadály |           |           |           | 8:27,69       | 5.            | 15.           |          |          |          | nem ért célba | nem ért célba |
| Hicham Sigueni        | 3000 m akadály |           |           |           | 8:27,82       | 7.            | 16.           |          |          |          | kiesett       | kiesett       |
| Abdelmajid El-Hissouf | Maraton        |           |           |           |               |               |               |          |          |          | kizárták      | kizárták      |
| Rachid Kisri          | Maraton        |           |           |           |               |               |               |          |          |          | 2:21:00       | 72.           |

Női
| Versenyző             | Versenyszám    | Előfutam      | Előfutam      | Előfutam      | Elődöntő | Elődöntő | Elődöntő | Döntő         | Döntő         |
| Versenyző             | Versenyszám    | Idő           | Hely.         | Össz.         | Idő      | Hely.    | Össz.    | Idő           | Helyezés      |
| --------------------- | -------------- | ------------- | ------------- | ------------- | -------- | -------- | -------- | ------------- | ------------- |
| Malika Akkaoui        | 800 m          | 2:00,52       | 4.            | 26.           | kiesett  | kiesett  | kiesett  | kiesett       | kiesett       |
| Malika Akkaoui        | 1500 m         | 4:07,42       | 5.            | 11.           | 4:08,55  | 8.       | 19.      | kiesett       | kiesett       |
| Siham Hilali          | 1500 m         | 4:13,46       | 9.            | 33.           | kiesett  | kiesett  | kiesett  | kiesett       | kiesett       |
| Rababe Arafi          | 1500 m         | 4:06,63       | 4.            | 4.            | 4:05,60  | 7.       | 11.      | 4:15,16       | 12.           |
| Rababe Arafi          | 800 m          | nem ért célba | nem ért célba | nem ért célba | kiesett  | kiesett  | kiesett  | kiesett       | kiesett       |
| Hayat Lambarki        | 400 m gát      | 1:00,83       | 7.            | 44.           | kiesett  | kiesett  | kiesett  | kiesett       | kiesett       |
| Salima El Ouali Alami | 3000 m akadály | 9:44,83       | 10.           | 32.           |          |          |          | kiesett       | kiesett       |
| Fadwa Sidi Madane     | 3000 m akadály | 9:32,94       | 11.           | 23.           |          |          |          | kiesett       | kiesett       |
| Kawtar Boulaid        | Maraton        |               |               |               |          |          |          | nem ért célba | nem ért célba |

* - két másik versenyzővel azonos eredményt ért el

## Birkózás

### Férfi
Kötöttfogású
| Versenyző          | Versenyszám | Selejtező         | Nyolcaddöntő                    | Negyeddöntő       | Elődöntő          | Vigaszág első kör | Vigaszág elődöntő | Bronz- mérkőzés   | Döntő             | Helyezés |
| Versenyző          | Versenyszám | Ellenfél Eredmény | Ellenfél Eredmény               | Ellenfél Eredmény | Ellenfél Eredmény | Ellenfél Eredmény | Ellenfél Eredmény | Ellenfél Eredmény | Ellenfél Eredmény | Helyezés |
| ------------------ | ----------- | ----------------- | ------------------------------- | ----------------- | ----------------- | ----------------- | ----------------- | ----------------- | ----------------- | -------- |
| Messaoud El-Mahadi | 59 kg       | erőnyerő          | Jesse Thielke (USA) · 0–8       | kiesett           | kiesett           | kiesett           | kiesett           | kiesett           | kiesett           | 17.      |
| Zied Ayt Okrame    | 75 kg       | erőnyerő          | Jang Bin (Yang Bin) (CHN) · 0–5 | kiesett           | kiesett           | kiesett           | kiesett           | kiesett           | kiesett           | 19.      |

Szabadfogású
| Versenyző     | Versenyszám | Selejtező                                    | Nyolcaddöntő      | Negyeddöntő       | Elődöntő          | Vigaszág első kör | Vigaszág elődöntő | Bronz- mérkőzés   | Döntő             | Helyezés |
| Versenyző     | Versenyszám | Ellenfél Eredmény                            | Ellenfél Eredmény | Ellenfél Eredmény | Ellenfél Eredmény | Ellenfél Eredmény | Ellenfél Eredmény | Ellenfél Eredmény | Ellenfél Eredmény | Helyezés |
| ------------- | ----------- | -------------------------------------------- | ----------------- | ----------------- | ----------------- | ----------------- | ----------------- | ----------------- | ----------------- | -------- |
| Chakir Ansari | 57 kg       | Asadulla Lachinov (BLR) · 4–14 technikai tus | kiesett           | kiesett           | kiesett           | kiesett           | kiesett           | kiesett           | kiesett           | 13.      |

## Cselgáncs
Férfi
| Versenyző   | Versenyszám | Selejtező         | 32-es főtábla                     | Nyolcaddöntő                           | Negyeddöntő       | Elődöntő          | Vigaszág elődöntő | Bronz- mérkőzés   | Döntő             | Helyezés |
| Versenyző   | Versenyszám | Ellenfél Eredmény | Ellenfél Eredmény                 | Ellenfél Eredmény                      | Ellenfél Eredmény | Ellenfél Eredmény | Ellenfél Eredmény | Ellenfél Eredmény | Ellenfél Eredmény | Helyezés |
| ----------- | ----------- | ----------------- | --------------------------------- | -------------------------------------- | ----------------- | ----------------- | ----------------- | ----------------- | ----------------- | -------- |
| Imad Bassou | Harmatsúly  | erőnyerő          | Nathan Katz (AUS) · 001(3)-000(1) | Antoine Bouchard (CAN) · 000(3)–001(2) | kiesett           | kiesett           |                   |                   |                   | 9.       |

Női
| Versenyző    | Versenyszám | Selejtező                                      | Nyolcaddöntő      | Negyeddöntő       | Elődöntő          | Vigaszág elődöntő | Bronz- mérkőzés   | Döntő             | Helyezés |
| Versenyző    | Versenyszám | Ellenfél Eredmény                              | Ellenfél Eredmény | Ellenfél Eredmény | Ellenfél Eredmény | Ellenfél Eredmény | Ellenfél Eredmény | Ellenfél Eredmény | Helyezés |
| ------------ | ----------- | ---------------------------------------------- | ----------------- | ----------------- | ----------------- | ----------------- | ----------------- | ----------------- | -------- |
| Rizlen Zouak | Váltósúly   | Cedevszürengín Mönhdzajá (MGL) · 000(2)–101(1) | kiesett           | kiesett           | kiesett           |                   |                   |                   | 17.      |
| Assmaa Niang | Középsúly   | Maria Portela (BRA) · 000(2)–001(2)            | kiesett           | kiesett           | kiesett           |                   |                   |                   | 17.      |

## Golf
| Versenyző     | Versenyszám | 1. forduló | 1. forduló | 2. forduló | 2. forduló | 3. forduló | 3. forduló | 4. forduló | 4. forduló | Összesen | Összesen | Összesen |
| Versenyző     | Versenyszám | Pont       | Par        | Pont       | Par        | Pont       | Par        | Pont       | Par        | Pontszám | Par      | Helyezés |
| ------------- | ----------- | ---------- | ---------- | ---------- | ---------- | ---------- | ---------- | ---------- | ---------- | -------- | -------- | -------- |
| Maha Haddioui | Női egyéni  | 82         | +11        | 76         | +5         | 80         | +9         | 77         | +6         | 315      | +31      | 59.      |

## Kajak-kenu

### Szlalom
Női
| Versenyző   | Versenyszám | Selejtező | Selejtező | Selejtező | Selejtező | Selejtező     | Selejtező     | Elődöntő | Elődöntő | Döntő   | Döntő    |
| Versenyző   | Versenyszám | 1. futam  | 1. futam  | 2. futam  | 2. futam  | Jobb eredmény | Jobb eredmény | Elődöntő | Elődöntő | Döntő   | Döntő    |
| Versenyző   | Versenyszám | Pont      | Hely.     | Pont      | Hely.     | Pont          | Hely.         | Pont     | Hely.    | Pont    | Helyezés |
| ----------- | ----------- | --------- | --------- | --------- | --------- | ------------- | ------------- | -------- | -------- | ------- | -------- |
| Hind Jamili | Kajak egyes | 153,00    | 20.       | 149,87    | 18.       | 149,87        | 21.           | kiesett  | kiesett  | kiesett | kiesett  |

## Kerékpározás

### Országúti kerékpározás
Férfi
| Versenyző          | Versenyszám   | Idő              | Helyezés      |
| ------------------ | ------------- | ---------------- | ------------- |
| Anass Aït El Abdia | Mezőnyverseny | 6:30:05 (+20:00) | 47.           |
| Soufiane Haddi     | Mezőnyverseny | nem ért célba    | nem ért célba |
| Mouhcine Lahsaini  | Mezőnyverseny | nem ért célba    | nem ért célba |
| Mouhcine Lahsaini  | Időfutam      | 1:25:11,72       | 33.           |

## Lovaglás
Díjugratás
| Versenyző          | Ló                  | Versenyszám | Selejtező | Selejtező | Selejtező | Selejtező | Selejtező | Selejtező | Selejtező | Selejtező | Döntő   | Döntő   | Döntő   | Végeredmény | Végeredmény |
| Versenyző          | Ló                  | Versenyszám | 1. kör    | 1. kör    | 2. kör    | 2. kör    | 2. kör    | 3. kör    | 3. kör    | 3. kör    | 1. kör  | 1. kör  | 2. kör  | Végeredmény | Végeredmény |
| Versenyző          | Ló                  | Versenyszám | Bünt.     | Hely.     | Bünt.     | Össz.     | Hely.     | Bünt.     | Össz.     | Hely.     | Bünt.   | Hely.   | Bünt.   | Bünt.       | Helyezés    |
| ------------------ | ------------------- | ----------- | --------- | --------- | --------- | --------- | --------- | --------- | --------- | --------- | ------- | ------- | ------- | ----------- | ----------- |
| Abdelkebir Ouaddar | Quickly de Kreisker | Egyéni      | 4         | 27.       | 9         | 13        | 50.       | kiesett   | kiesett   | kiesett   | kiesett | kiesett | kiesett | kiesett     | kiesett     |

## Ökölvívás
Férfi
| Versenyző        | Versenyszám     | Selejtező                              | Nyolcaddöntő                | Negyeddöntő                 | Elődöntő                     | Döntő             | Helyezés    |
| Versenyző        | Versenyszám     | Ellenfél Eredmény                      | Ellenfél Eredmény           | Ellenfél Eredmény           | Ellenfél Eredmény            | Ellenfél Eredmény | Helyezés    |
| ---------------- | --------------- | -------------------------------------- | --------------------------- | --------------------------- | ---------------------------- | ----------------- | ----------- |
| Achraf Kharroubi | Légsúly         | Moroke Mokhotho (LES) · 3-0            | Yosvany Veitía (CUB) · 0-3  | kiesett                     | kiesett                      | kiesett           | 9.          |
| Mohamed Hamout   | Harmatsúly      | Mykola Butsenko (UKR) · 2-0            | Robeisy Ramírez (CUB) · 1-2 | kiesett                     | kiesett                      | kiesett           | 9.          |
| Mohammed Rabii   | Váltósúly       | erőnyerő                               | Rayton Okwiri (KEN) · 3-0   | Steven Donnelly (IRL) · 2-1 | Shakhram Giyasov (UZB) · 0-3 | kiesett           |             |
| Hassan Saada     | Félnehézsúly    | Mehmet Nadir Ünal (TUR) · visszalépett | kiesett                     | kiesett                     | kiesett                      | kiesett           | helyezetlen |
| Mohamed Arjaoui  | Szupernehézsúly | Məhəmmədrəsul Məcidov (AZE) · 0-3      | kiesett                     | kiesett                     | kiesett                      | kiesett           | 17.         |

Női
| Versenyző         | Versenyszám | Selejtező                             | Negyeddöntő                  | Elődöntő          | Döntő             | Helyezés |
| Versenyző         | Versenyszám | Ellenfél Eredmény                     | Ellenfél Eredmény            | Ellenfél Eredmény | Ellenfél Eredmény | Helyezés |
| ----------------- | ----------- | ------------------------------------- | ---------------------------- | ----------------- | ----------------- | -------- |
| Zohra Ez Zahraoui | Légsúly     | Sarah Ourahmoune (FRA) · 0-3          | kiesett                      | kiesett           | kiesett           | 9.       |
| Hasnaa Lachgar    | Könnyűsúly  | Jin Csün-hua (Yin Junhua) (CHN) · 0-3 | kiesett                      | kiesett           | kiesett           | 9.       |
| Khadija El-Mardi  | Középsúly   | erőnyerő                              | Dariga Shakimova (KAZ) · 0-3 | kiesett           | kiesett           | 5.       |

## Sportlövészet
Férfi
| Versenyző     | Versenyszám | Selejtező | Selejtező | Elődöntő | Elődöntő | Döntő   | Döntő    |
| Versenyző     | Versenyszám | Pont      | Helyezés  | Pont     | Helyezés | Pont    | Helyezés |
| ------------- | ----------- | --------- | --------- | -------- | -------- | ------- | -------- |
| Mohamed Ramah | Trap        | 106       | 30.       | kiesett  | kiesett  | kiesett | kiesett  |
| Mohamed Ramah | Dupla trap  | 115       | 21.       | kiesett  | kiesett  | kiesett | kiesett  |

## Súlyemelés
Férfi
| Versenyző        | Versenyszám | Szakítás | Szakítás | Lökés    | Lökés    | Összesen | Helyezés |
| Versenyző        | Versenyszám | Eredmény | Helyezés | Eredmény | Helyezés | Összesen | Helyezés |
| ---------------- | ----------- | -------- | -------- | -------- | -------- | -------- | -------- |
| Khalid El-Aabidi | 85 kg       | 120      | 21.      | 165      | 19.      | 285      | 19.      |

Női
| Versenyző    | Versenyszám | Szakítás | Szakítás | Lökés    | Lökés    | Összesen | Helyezés |
| Versenyző    | Versenyszám | Eredmény | Helyezés | Eredmény | Helyezés | Összesen | Helyezés |
| ------------ | ----------- | -------- | -------- | -------- | -------- | -------- | -------- |
| Samira Ouass | 75 kg       | 75       | 14.      | 97       | 14.      | 172      | 14.      |

## Taekwondo
Férfi
| Versenyző    | Versenyszám | Nyolcaddöntő                   | Negyeddöntő                        | Elődöntő          | Vigaszág elődöntő         | Bronz- mérkőzés   | Döntő             | Helyezés |
| Versenyző    | Versenyszám | Ellenfél Eredmény              | Ellenfél Eredmény                  | Ellenfél Eredmény | Ellenfél Eredmény         | Ellenfél Eredmény | Ellenfél Eredmény | Helyezés |
| ------------ | ----------- | ------------------------------ | ---------------------------------- | ----------------- | ------------------------- | ----------------- | ----------------- | -------- |
| Omar Hajjami | Légsúly     | Farzan Ashourzadeh (IRI) · 4-3 | Csao Suaj (Zhao Shuai) (CHN) · 1-8 |                   | Jesús Tortosa (ESP) · 1-4 | kiesett           |                   | 7.       |

Női
| Versenyző    | Versenyszám | Nyolcaddöntő                    | Negyeddöntő                | Elődöntő          | Vigaszág elődöntő            | Bronz- mérkőzés            | Döntő             | Helyezés |
| Versenyző    | Versenyszám | Ellenfél Eredmény               | Ellenfél Eredmény          | Ellenfél Eredmény | Ellenfél Eredmény            | Ellenfél Eredmény          | Ellenfél Eredmény | Helyezés |
| ------------ | ----------- | ------------------------------- | -------------------------- | ----------------- | ---------------------------- | -------------------------- | ----------------- | -------- |
| Naima Bakkal | Pehelysúly  | Jade Jones (GBR) · 4-12         |                            |                   | Raheleh Asemani (BEL) · 0-12 | kiesett                    |                   | 7.       |
| Wiam Dislam  | Nehézsúly   | Katherine Rodríguez (DOM) · 5-1 | María Espinoza (MEX) · 2-3 |                   | Kirstie Alora (PHI) · 7-5    | Bianca Walkden (GBR) · 1-7 |                   | 5.       |

## Úszás
Férfi
| Versenyző      | Versenyszám | Előfutam | Előfutam | Előfutam | Elődöntő | Elődöntő | Elődöntő | Döntő   | Döntő    |
| Versenyző      | Versenyszám | Idő      | Hely.    | Össz.    | Idő      | Hely.    | Össz.    | Idő     | Helyezés |
| -------------- | ----------- | -------- | -------- | -------- | -------- | -------- | -------- | ------- | -------- |
| Driss Lahrichi | 100 m hát   | 58,01    | 4.       | 36.      | kiesett  | kiesett  | kiesett  | kiesett | kiesett  |

Női
| Versenyző  | Versenyszám | Előfutam | Előfutam | Előfutam | Elődöntő | Elődöntő | Elődöntő | Döntő   | Döntő    |
| Versenyző  | Versenyszám | Idő      | Hely.    | Össz.    | Idő      | Hely.    | Össz.    | Idő     | Helyezés |
| ---------- | ----------- | -------- | -------- | -------- | -------- | -------- | -------- | ------- | -------- |
| Noura Mana | 50 m gyors  | 28,20    | 4.       | 59.      | kiesett  | kiesett  | kiesett  | kiesett | kiesett  |

## Vívás
Női
| Versenyző        | Versenyszám | Selejtező         | 32-es főtábla          | Nyolcaddöntő      | Negyeddöntő       | Elődöntő          | Bronz- mérkőzés   | Döntő             | Helyezés |
| Versenyző        | Versenyszám | Ellenfél Eredmény | Ellenfél Eredmény      | Ellenfél Eredmény | Ellenfél Eredmény | Ellenfél Eredmény | Ellenfél Eredmény | Ellenfél Eredmény | Helyezés |
| ---------------- | ----------- | ----------------- | ---------------------- | ----------------- | ----------------- | ----------------- | ----------------- | ----------------- | -------- |
| Youssra Zakarani | Tőr, egyéni | erőnyerő          | Le Huilin (CHN) · 4-15 | kiesett           | kiesett           | kiesett           | kiesett           | kiesett           | 23.      |